# Darwinizm

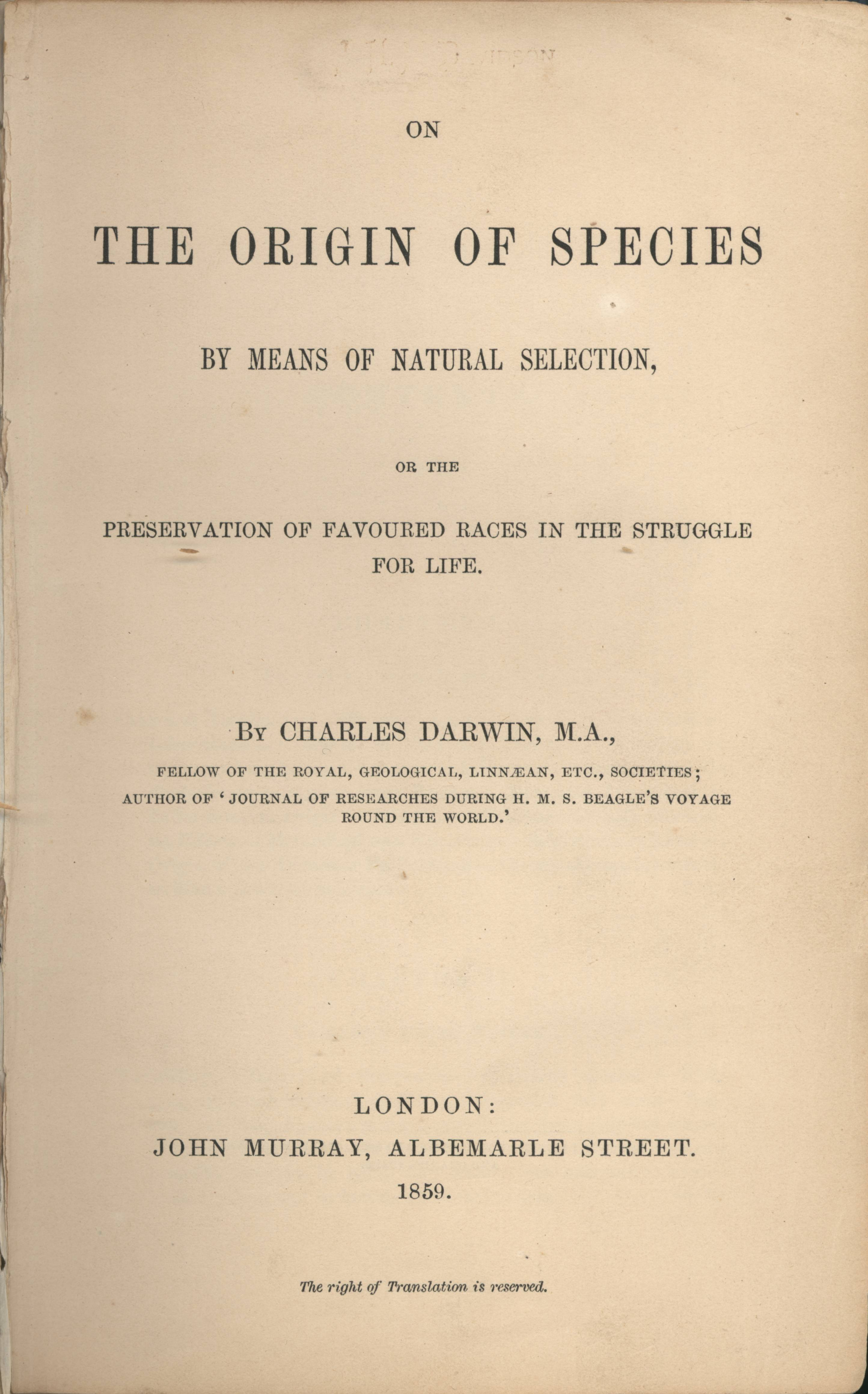
Teorię ewolucji Darwin przedstawił w dziele pt. „On the Origin of Species by Means of Natural Selection, or the Preservation of Favoured Races in the Struggle for Life”

Darwinizm – ogólna teoria rozwoju życia sformułowana przez brytyjskiego przyrodnika Karola Darwina. Teoria stała się fundamentem nauki o ewolucji organizmów oraz wpłynęła na myśl filozoficzną. Twórców odwołujących się do teorii ewolucji Darwina w dziełach filozoficznych określa się jako darwinistów. Myśl filozoficzna odwołująca się do teorii ewolucji nie jest jednorodna. Poszczególni autorzy tworzą frakcje, a na łamach czasopism odbywa się dyskurs pomiędzy nimi. Teoria Darwina wpływa zarówno na naukę, jak i politykę. Kontekst społeczny i polityczny prowadzi do zakłócenia nauki ideologią, czego efektem jest odmienne przedstawianie poglądów w poszczególnych tradycjach narodowych. Interpretacja ewolucji biologicznej wzbogacona o osiągnięcia genetyki doprowadziła do powstania neodarwinizmu, koncentrującego się na zmianach w genotypie i fenotypie organizmu. Koncepcja ta jednak nie pozwoliła na pełne wyjaśnienie znanych biologii zjawisk. Rozwinięcie teorii Darwina określane jako nowoczesna synteza ewolucyjna (ang. modern synthesis) doprowadziło do dwóch ujęć nazwanych neodarwinizmem. Pierwsze z nich koncentruje się na działaniu genów i traktuje organizm jako replikator. Drugie poświęca więcej uwagi plastyczności organizmów i zmianom adaptacyjnym. Powstał także holistyczny darwinizm, który dostrzega ewolucję na wszystkich poziomach organizacji życia, w tym na poziomie superorganizmów, jakim są społeczeństwa. Paradygmat darwinizmu holistycznego wywołuje konsekwencje nie tylko w biologii, lecz także w naukach społecznych, szczególnie w ekonomii i politologii.

## Geneza i rozwój
Główna idea teorii ewolucji została przedstawiona przez Alfreda Wallace’a i Karola Darwina w roku 1858 na zebraniu Towarzystwa Linneuszowego. Do koncepcji doboru naturalnego obaj naukowcy doszli niezależnie. Szczegóły teorii Darwin przedstawił w dziele O powstawaniu gatunków, którego pierwsze wydanie ukazało się w roku 1859. Ideą przewodnią darwinizmu jest koncepcja doboru naturalnego, nazywana walką o byt. Jednak zarówno Darwin, jak i Wallace wielokrotnie tłumaczyli, że sformułowania tego nie należy traktować dosłownie, lecz metaforycznie. Walka o byt polega więc na ciągłym współzawodnictwie osobników jednego gatunku albo osobnikami różnych gatunków lub też jest to walka z fizycznymi warunkami środowiska. Darwin podtrzymał też ogólnie koncepcję Lamarcka o ciągłych i stopniowych zmianach organizmów, odrzucając możliwość cudownej interwencji w ich powstaniu. Powstawanie gatunków uznał za efekt istniejących praw przyrody. W książce Darwina pojawiła się też ważna dla teorii ewolucji hipoteza o pochodzeniu wszystkich istniejących współcześnie organizmów od jednego przodka.
Część tez zostało (po licznych dyskusjach) przyjęte jeszcze za życia Darwina. Teoria doboru naturalnego zyskała potwierdzenie dzięki badaniom ekologicznym i biogeograficznym. Kluczowych dowodów na potwierdzenie monofiletyczności życia na Ziemi dostarczyła dopiero biologia molekularna.
Do sformułowania współczesnej teorii ewolucji, opartej na przemyśleniach Darwina, ale adekwatnej do stanu wiedzy w wieku XX, wybitnie przyczynił się Theodosius Dobzhansky swoją syntezą ewolucjonizmu Darwina z genetyką mendlowską opublikowaną w książce pt. Genetics and the Origin of Species (1937) i wielu innych.
W zakresie filozofii i światopoglądu konsekwencją idei ewolucji jest zakwestionowanie teoretycznych podstaw poglądów teocentrycznych i antropocentrycznych. Filozoficzne wizje historii naturalnej rozeszły się z wizjami teologii naturalnej, a status gatunku ludzkiego zrównał się ze statusem innych gatunków.

## Implikacje społeczne darwinizmu

Karykatura Darwina opublikowana w The Hornet

Darwinizm zainspirował nauki społeczne do nowego sposobu myślenia. Zwrot do rasistowskiego myślenia nastąpił, kiedy zaczęto stosować teorię Darwina do społeczeństw ludzkich. Darwinizm społeczny został w tym kontekście stworzony przez Galtona, a następnie szeroko zaakceptowany w sferach akademickich. Ówczesne odkrycia naukowe przyczyniły do społecznego poparcia dla zastosowań darwinizmu w sferze życia społecznego. Rozkwitła eugenika. Od późnego XIX wieku, aż do końca II wojny światowej, eugenika miała silny wpływ na publiczne i zdrowotne ustawodawstwo w Europie i w USA.
Zdaniem Kennetha Millera ewolucja często bywała przesadnie stosowana (ang. overapplied) i nadinterpretowywana (over-interpreted), wystarczy spojrzeć na eugenikę. Nadzieję daje to, że nauka koryguje się sama z czasem. Dave Wilson dodaje w tym kontekście, że korekcje w nauce możliwe są tylko, kiedy istnieje różnorodność opinii. Pomimo rozpowszechnionych sugestii, darwinizm nie daje podstaw do żadnej z form rasizmu, seksizmu, nacjonalizmu lub imperializmu ani moralnych przesłanek dla zwolenników hasła „przetrwania najlepszych”. Nie wyklucza, ani nie uznaje za nienaturalne współpracy i altruizmu. Współcześnie idee Darwina wykorzystywane są do tłumaczenia zjawisk społecznych, których wyjaśnieniem zajmują się nauki społeczne.
W dziele „O pochodzeniu człowieka” Darwin napisał:

Wydaje się niemal pewne, że kiedyś w przyszłości, zresztą niedalekiej, bo mierzonej stuleciami, cywilizowane rasy ludzkie wytępią rasy dzikie, by zająć ich miejsce na świecie. W tym samym czasie małpy człekokształtne, jak zauważa prof. Schaaffhausen, bez wątpienia zostaną
również wytępione. Wtedy luka jeszcze się powiększy, ponieważ będzie się rozciągać między człowiekiem o wyższym stopniu cywilizacji, przypuszczalnie wyższym niż u przedstawicieli obecnej rasy kaukaskiej, a jakąś małpą tak nisko stojącą, jak np. pawian, zamiast, jak obecnie, pomiędzy Murzynem czy Australczykiem a gorylem.

Robert Richards (2013) potwierdził, że Darwin akceptował koncepcję hierarchii ras. Autor zaznacza jednak, że Darwin nie był twórcą tej koncepcji; hierarchie ras tworzyli autorzy działający jeszcze przed Darwinem, tacy jak Karol Linneusz, Johann Friedrich Blumenbach, Georges Cuvier i Carl Gustav Carus, a Darwin jedynie przyjął koncepcję powszechnie w jego czasach przyjmowaną w literaturze naukowej.

### Teoria Piotra Kropotkina
Piotr Kropotkin w książce Pomoc wzajemna jako czynnik rozwoju opublikowanej w roku 1902 skrytykował tezy darwinizmu społecznego. Odwołując się do swoich obserwacji, dokonanych na zwierzętach i ludziach, zauważa, że przedstawiona przez Darwina walka o byt wyraża się zarówno w konkurowaniu osobników jednego gatunku o ograniczone zasoby środowiska, jak i współpracą pomiędzy osobnikami. Swoje wnioski odniósł także do ludzi twierdząc, że tak jak wojny i eksterminacja są zjawiskami istniejącymi naturalnie i powszechnie tak samo powszechna jest wzajemna pomoc, która prowadzi do kreatywności i rozwoju. Kropotkin napisał:

W świecie zwierzęcym widzimy, że ogromna większość gatunków żyje w społecznościach, i że znajdują one w zgrupowaniach najlepszą obronę dla przetrwania: rozumianą oczywiście w szeroko pojętym sensie darwinizmu – nie jako walkę o środki życiowe, ale jako walkę przeciwko wszystkim naturalnym warunkom, które nie sprzyjają gatunkowi. Gatunki zwierzęce, w których walka pojedynczych osobników została zredukowana do najwęższych granic, i w których praktyka wzajemnej pomocy osiągnęła najwyższy rozwój, są zawsze najliczniejsze, najlepiej prosperujące, i najbardziej otwarte na przyszły rozwój. Wzajemna obrona istniejąca w takim przypadku, możliwość przeżycia do wieku starczego i gromadzenia doświadczeń, wyższy poziom intelektualny i dalszy wzrost umiejętności socjalnych zapewniają utrzymanie gatunku, jego rozszerzenie i następującą postępową ewolucję. Kontrastując, gatunki niesocjalne są skazane na rozkład.

Koncepcje współpracy przedstawione przez Kropotkina i innych neodarwinistów znalazły także potwierdzenie w królestwie roślin. W latach 80. XX wieku okryto istnienie sieci mikoryzowych, umożliwiających wzajemną pomoc pomiędzy osobnikami tego samego a nawet różnych gatunków (zob. nieantagonistyczne interakcje międzygatunkowe, biocenoza, struktura ekosystemu).